# Civry-en-Montagne
Civry-en-Montagne ist eine französische Gemeinde mit 129 Einwohnern (Stand: 1. Januar 2022) im Département Côte-d’Or in der Region Bourgogne-Franche-Comté. Sie gehört zum Kanton Arnay-le-Duc und zum Arrondissement Beaune.
Nachbargemeinden sind Martrois im Nordwesten, Grosbois-en-Montagne im Norden, Aubigny-lès-Sombernon im Osten, Semarey im Südosten, Créancey im Süden, Pouilly-en-Auxois im Südwesten und Bellenot-sous-Pouilly im Westen.

## Siehe auch

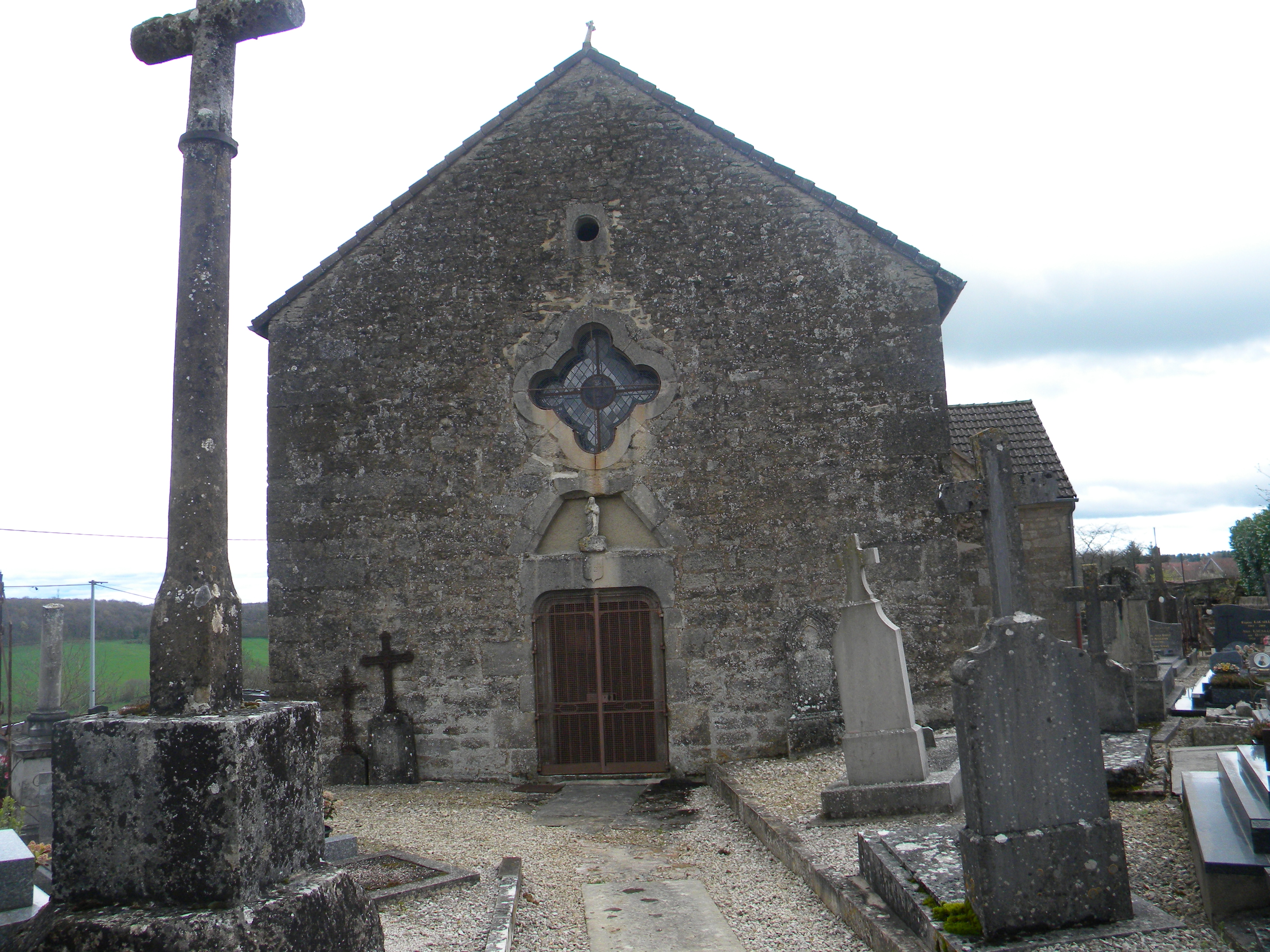
Kirche St. Maria-Magdalena, Monument historique

## Bevölkerungsentwicklung
| Jahr                       | 1962 | 1968 | 1975 | 1982 | 1990 | 1999 | 2008 | 2015 |
| -------------------------- | ---- | ---- | ---- | ---- | ---- | ---- | ---- | ---- |
| Einwohner                  | 78   | 79   | 72   | 68   | 76   | 73   | 97   | 124  |
| Quellen: Cassini und INSEE |      |      |      |      |      |      |      |      |